# Tom Clancy's Ghost Recon: Jungle Storm
Tom Clancy's Ghost Recon: Jungle Storm es un videojuego de disparos táctico desarrollado por Ubisoft Red Storm y distribuido por Ubisoft para PlayStation 2. Es la tercera expansión del videojuego Tom Clancy's Ghost Recon. Aunque el juego contiene la campaña de Island Thunder, tiene lugar poco después de los acontecimientos de dicha expansión en Bogotá, Colombia.

## Sinopsis
En vista de que el cartel colombiano quiere causar un caos en la ciudad de Bogotá, los Ghosts son enviados allí para restaurar el orden público y detener al cartel.